# Malthonea piraiuba
Malthonea piraiuba es una especie de escarabajo longicornio del género Malthonea, tribu Desmiphorini, subfamilia Lamiinae. Fue descrita científicamente por Martins & Galileo en 2009.
La especie se mantiene activa durante los meses de abril, mayo y junio.

## Descripción
Mide 9,4 milímetros de longitud.

## Distribución
Se distribuye por Costa Rica y Panamá.